# Tropaeolum azureum
Tropaeolum azureum är en krasseväxtart som beskrevs av Bert. och Luigi Aloysius Colla. Tropaeolum azureum ingår i släktet krassar, och familjen krasseväxter. Inga underarter finns listade i Catalogue of Life.

## Bildgalleri

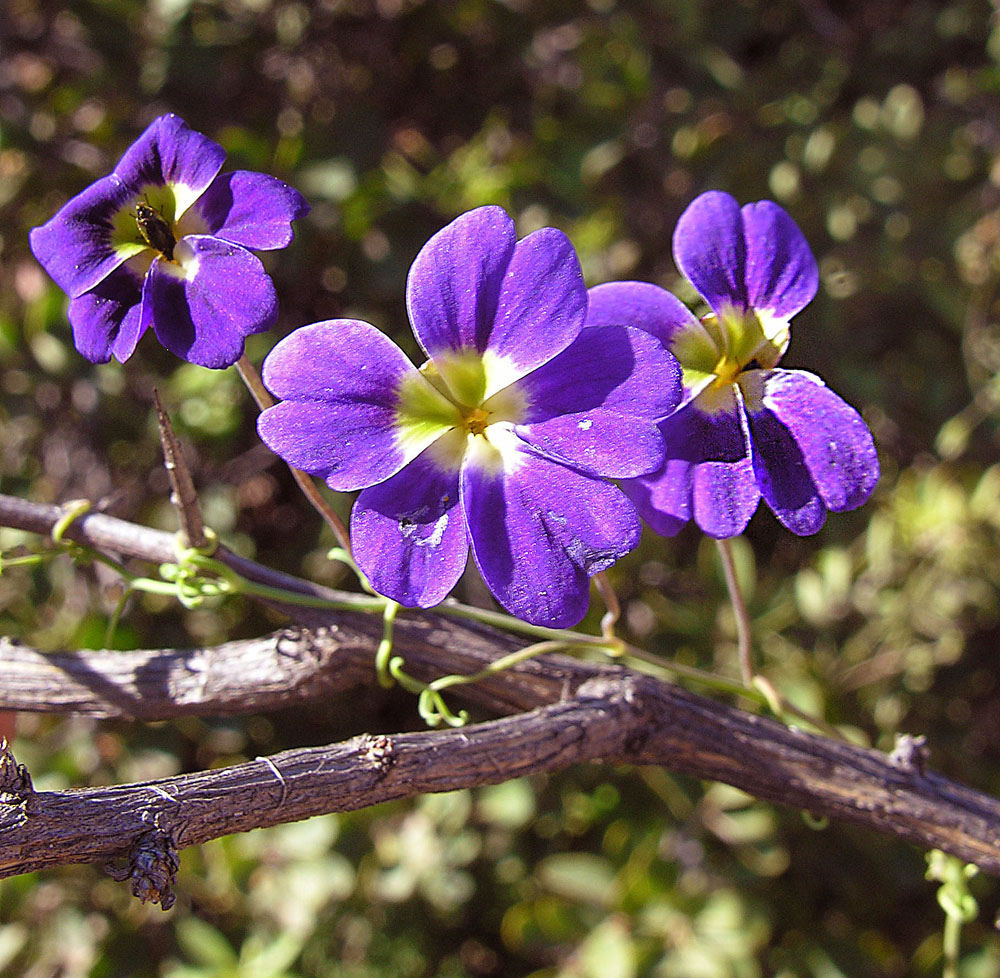